# 克里奇菲爾德 (印地安納州)
克里奇菲爾德（英語：Critchfield）是位於美國印地安納州約翰遜縣的一個非建制地區。該地的面積和人口皆未知。